# Mitteleuropäisches Freihandelsabkommen
Das Mitteleuropäische Freihandelsabkommen (englisch Central European Free Trade Agreement, Akronym: CEFTA) ist ein Freihandelsabkommen zwischen Albanien, Bosnien und Herzegowina, Kosovo, Nordmazedonien, Moldau, Montenegro und Serbien. Ziel des Abkommens ist der Abbau von Zöllen und nichttarifären Handelshemmnissen. Eine Teilnahme am CEFTA gilt aufgrund der damit verbundenen Kriterien als Vorbereitung für einen möglichen Beitritt zur Europäischen Union.

## Mitglieder

### Aktuelle Mitglieder
| Mitglied                | Beitritt | BIP pro Kopf (PPP) 2016 in US-Dollar | rel. BIP pro Kopf (PPP) 2016 in US-Dollar (EU28 = 100 %) |
| ----------------------- | -------- | ------------------------------------ | -------------------------------------------------------- |
| Albanien                | 2007     | 11.207                               | 29 %                                                     |
| Bosnien und Herzegowina | 2007     | 10.951                               | 28 %                                                     |
| Kosovo                  | 2007     | 09.729                               | 25 %                                                     |
| Nordmazedonien          | 2006     | 14.388                               | 37 %                                                     |
| Moldau                  | 2007     | 05.445                               | 14 %                                                     |
| Montenegro              | 2007     | 16.123                               | 41 %                                                     |
| Serbien                 | 2007     | 14.315                               | 37 %                                                     |

Zum Vergleich: Wirtschaftsleistung pro Kopf (PPP) in der Europäischen Union (2016): 38.686 US-Dollar

### Ehemalige Mitglieder
| Staat                                            | Staat      | Beitritt | Austritt ** |
| ------------------------------------------------ | ---------- | -------- | ----------- |
| Polen                                            | Polen      | 1992     | 2004        |
| Ungarn                                           | Ungarn     | 1992     | 2004        |
| Tschechoslowakei                                 | Tschechien | 1992     | 2004        |
| Tschechoslowakei                                 | Slowakei   | 1992     | 2004        |
| Slowenien                                        | Slowenien  | 1996     | 2004        |
| Rumänien                                         | Rumänien   | 1997     | 2007        |
| Bulgarien                                        | Bulgarien  | 1999     | 2007        |
| Kroatien                                         | Kroatien   | 2002     | 2013        |
| ** Infolge des Beitritts zur Europäischen Union. |            |          |             |

### Liste der Vorsitze
Von 2007 bis 2025 haben folgende Staaten den Vorsitz gehabt:
| Land | Jahr                    |
| ---- | ----------------------- |
| 2007 | Nordmazedonien          |
| 2008 | Moldau                  |
| 2009 | Montenegro              |
| 2010 | Serbien                 |
| 2011 | UNMIK/ Kosovo           |
| 2012 | Albanien                |
| 2013 | Bosnien und Herzegowina |
| 2014 | Nordmazedonien          |
| 2015 | Moldau                  |
| 2016 | Montenegro              |
| 2017 | Serbien                 |
| 2018 | UNMIK/ Kosovo           |
| 2019 | Albanien                |
| 2020 | Bosnien und Herzegowina |
| 2021 | Nordmazedonien          |
| 2022 | Moldau                  |
| 2023 | Montenegro              |
| 2024 | Serbien                 |
| 2025 | Kosovo                  |

## Geschichte
Das Abkommen wurde am 21. Dezember 1992 von Polen, der damaligen Tschechoslowakei und Ungarn im polnischen Krakau gegründet und trat im März 1993 in Kraft. Der Freihandelsvertrag stellt neben der seit 1960 existierenden Europäischen Freihandelsassoziation (EFTA) und dem 1994 gegründeten Europäischen Wirtschaftsraum eines der wichtigsten Wirtschaftsabkommen innerhalb Europas dar.

### Entwicklung der Mitglieder
|      |      |           |
| 1992 | 2003 | seit 2013 |

### Jüngere Geschichte

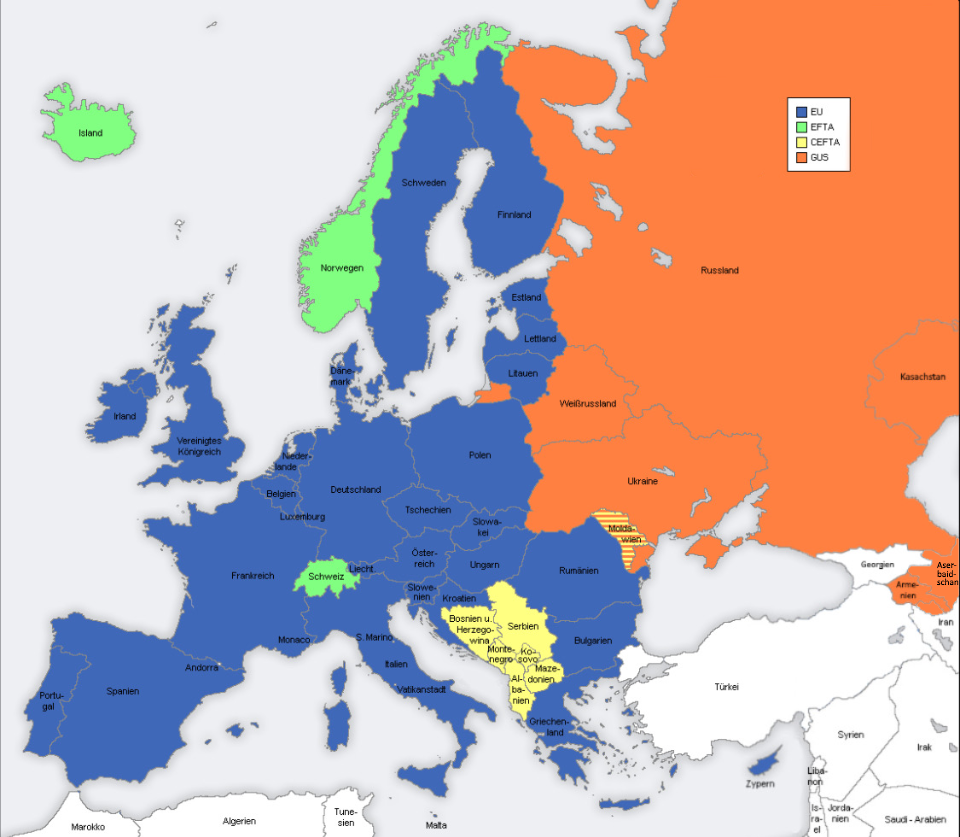
Geographische Lage der Mitglieder des CEFTA, der EU, der EFTA sowie der GUS

Am 1. Januar 2007 wurde das CEFTA um die sogenannten „Westbalkan-Staaten“ und Moldau erweitert. Dabei kam es zur Lockerung einiger Aufnahmekriterien. Als Beitrittskriterien galten für die neuen Staaten nicht mehr eine Mitgliedschaft in der Welthandelsorganisation (WTO) oder institutionalisierte Beziehungen zur EU, da etwa Bosnien und Herzegowina und Serbien weder Mitglieder der WTO sind, noch ein Stabilisierungs- und Assoziationsabkommen (SAA) mit der EU unterzeichnet hatten.
Die Vertreter Albaniens, Bulgariens, der United Nations Interim Administration Mission in Kosovo im Namen des Kosovo, Kroatiens, Mazedoniens, Moldaus, Montenegros und Rumäniens haben am 9. November 2006 in Brüssel den Vertrag zur Anwendung des CEFTA auf ihre Staaten paraphiert, Serbien am 15. Dezember. Bosnien und Herzegowina und Serbien hatten noch Vorbehalte und wünschten bessere Vertragsbedingungen als in einigen bisher bestehenden bilateralen Verträgen festgesetzt, insbesondere in Bezug auf gewisse landwirtschaftliche Produkte. Am 19. Dezember 2006 wurde der Vertrag ratifiziert, zu Neuverhandlungen betreffs der Vertragsbedingungen kam es hierbei nicht.

### Bedeutung der europäischen Perspektive
Die europäische Perspektive für die Staaten Südosteuropas gilt als wichtigstes Kriterium für die Entwicklung der gesamten Region und somit für die Erhaltung des Friedens in Europa. Das CEFTA soll politische Stabilität durch wirtschaftliche Zusammenschlüsse gewährleisten.